# Oriol Pujol
Oriol Pujol i Ferrusola (ur. 20 grudnia 1966 w Barcelonie) – kataloński polityk, od 2003 poseł do Parlamentu Katalonii. Syn Jordi Pujola.

## Życiorys
Urodził się w rodzinie Jordi Pujola i Marty Ferrusoli jako piąte z siedmiorga dzieci. Uzyskał licencjat z weterynarii oraz magisterium z organizacji i zarządzania spółkami w IESE Business School.
Od 1996 zatrudniony w Generalitat de Catalunya, m.in. na stanowisku sekretarza generalnego departamentu pracy, przemysłu, handlu i turystyki (2000–2003).
W 1993 wstąpił do Demokratycznej Konwergencji Katalonii (kat. Convergència Democràtica de Catalunya, CDC). W latach 2004–2007 sprawował funkcję sekretarza wykonawczego studiów i programów CDC, następnie objął funkcję zastępcy sekretarza generalnego CDC. W 2003 został po raz pierwszy wybrany posłem do Parlamentu Katalonii z listy Konwergencji i Unii – reelekcję uzyskiwał w latach 2006 i 2010. W okresie 2007–2010 sprawował funkcję wiceprzewodniczącego i rzecznika Klubu CiU. W Parlamencie IX kadencji został przewodniczącym Klubu CiU. Jest jednocześnie członkiem Komisji Spraw Instytucjonalnych.
Jest żonaty, ma troje dzieci.